# Fontaniva
Fontaniva (Fontaniva in veneto) è un comune italiano di 8 090 abitanti della provincia di Padova in Veneto, situato circa 30 km a nord del capoluogo.

## Geografia fisica
Il territorio comunale di Fontaniva è situato nel cuore della pianura veneta, al confine tra alta e bassa pianura, nella zona delle risorgive, ed è attraversato dal corso del fiume Brenta. Alla grande ricchezza d'acqua del territorio si deve probabilmente il nome della località, che secondo alcuni deriverebbe dal latino fontes ibi (in questo luogo ci sono delle fontane) o fons viva (fontana viva).
La frazione più importante è San Giorgio in Brenta, con più di un migliaio di abitanti, fondata in epoca longobarda e sede di un ramo della famiglia Borromeo.

## Storia
Il territorio di Fontaniva appartiene, con certezza storica, alla centuriazione romana di Cittadella-Bassano e quindi fu abitato fin dall'epoca romana. Ne sono testimonianza i resti di piccoli insediamenti agricoli che sono emersi, dagli anni ottanta del secolo scorso a oggi. Tali resti consistono in mattoni, tegole, coppi, pesi da telaio, parti di macine da cereali e parti di anfore rinvenuti in superficie durante le arature e conservati presso il locale Museo storico agricolo.
Nei primi anni del 2000 sono emersi resti archeologici, oggetto ancora di studio e di indagine, che fanno pensare a insediamenti nel territorio di Fontaniva; si pensa a una popolazione nomade di origine sconosciuta chiamati "Bartandi", di epoca eneolitica (per ora i più antichi dell'Alta Padovana).
Il territorio di Fontaniva, dopo la caduta dell'Impero romano, subì le invasione barbariche e venne, in particolare, fatto oggetto di insediamenti di genti longobarde, da cui ebbe origine una delle più antiche e potenti famiglie padovane, i Fontaniva, che presero il nome dal paese.
La famiglia Peraga discenderebbe proprio dai Fontaniva. La prima arma araldica dei Peraga era una roda zala in campo azuro (una ruota gialla in campo azzurro). Successivamente i Peraga usarono armi con diverse variazioni: o con tre ruote o con la presenza di un leone rampante (simbolo dei Fontaniva).
Fontaniva è una delle località interessate dalle vicende umane e storiche che si svolsero tra il XI secolo e il XIII secolo e dalle numerose proprietà che videro protagonisti i vari componenti della famiglia degli Ezzelini. Proprietà che furono certosinamente accertate, censite e documentate dopo la loro definitiva sconfitta avvenuta nel 1260. 

## Società

### Evoluzione demografica
Abitanti censiti

## Cultura
- Nuovo Palladio o Teatro Palladio: teatro, cinema e sala per conferenze, costruito negli anni sessanta come cinema parrocchiale e riaperto il 1º giugno 2008 dopo un restauro di 4 anni. Ha una capienza di 412 posti tra platea e galleria ed è dotato di boccascena e di palcoscenico, potendo accogliere fino a 60 orchestrali. Attigua è una sala per conferenze con 100 posti dedicata a "Pietro Nichele", il parroco che ne volle la prima costruzione.

## Amministrazione

### Sindaci dal 1946
| Nominativo                                           | Nominativo                                        | Partito / Coalizione                              | Periodo                                           | Elezione                                          |
| Sindaci eletti dal Consiglio comunale (1946-1995)    | Sindaci eletti dal Consiglio comunale (1946-1995) | Sindaci eletti dal Consiglio comunale (1946-1995) | Sindaci eletti dal Consiglio comunale (1946-1995) | Sindaci eletti dal Consiglio comunale (1946-1995) |
| ---------------------------------------------------- | ------------------------------------------------- | ------------------------------------------------- | ------------------------------------------------- | ------------------------------------------------- |
|                                                      | Ernesto De Poli                                   | Democrazia Cristiana                              | 1946-1951                                         | 1946                                              |
|                                                      | Antonio Maggi                                     | Democrazia Cristiana                              | 1951-1960                                         | 1951                                              |
| 1956                                                 | Antonio Maggi                                     | Democrazia Cristiana                              | 1951-1960                                         |                                                   |
|                                                      | Giuseppe Cattelan                                 | Democrazia Cristiana                              | 1960-1970                                         | 1960                                              |
| 1964                                                 | Giuseppe Cattelan                                 | Democrazia Cristiana                              | 1960-1970                                         |                                                   |
|                                                      | Silverio Silvello                                 | Democrazia Cristiana                              | 1970-1980                                         | 1970                                              |
| 1975                                                 | Silverio Silvello                                 | Democrazia Cristiana                              | 1970-1980                                         |                                                   |
|                                                      | Angelo Antonello                                  | Democrazia Cristiana                              | 1980-1983                                         | 1980                                              |
|                                                      | Floriano Ballotto                                 | Democrazia Cristiana                              | 1983-1987                                         | (1980)                                            |
| 1985                                                 | Floriano Ballotto                                 | Democrazia Cristiana                              | 1983-1987                                         |                                                   |
|                                                      | Mario Girolimetto                                 | Democrazia Cristiana                              | 1987-1990                                         | (1985)                                            |
|                                                      | Emilio Zanon                                      | Democrazia Cristiana                              | 1990-1992                                         | 1990                                              |
|                                                      | Lucia Lago                                        | Democrazia Cristiana                              | 1992-1995                                         | (1990)                                            |
| Sindaci eletti direttamente dai cittadini (dal 1995) |                                                   |                                                   |                                                   |                                                   |
|                                                      | Luciana Bertoncello                               | Centro-destra                                     | 1995-2004                                         | 1995                                              |
| 1999                                                 | Luciana Bertoncello                               | Centro-destra                                     | 1995-2004                                         |                                                   |
|                                                      | Marcello Mezzasalma                               | Grande coalizione                                 | 2004-2014                                         | 2004                                              |
| 2009                                                 | Marcello Mezzasalma                               | Grande coalizione                                 | 2004-2014                                         |                                                   |
|                                                      | Lorenzo Piotto                                    | Grande coalizione                                 | 2014-2019                                         | 2014                                              |
|                                                      | Edoardo Pitton                                    | L.c. Fontaniv@ATTIVA                              | 2019-2024                                         | 2019                                              |
|                                                      | Alberto Trento                                    | Centro                                            | 2024-in carica                                    | 2024                                              |

### Gemellaggi
- Bartın, dal 2005
- Amasra, dal 2005
- Nova Pádua, dal 2010